# Colenso (Südafrika)
Colenso (auf isiZulu: eSkipeni; deutsch etwa „Platz des Bootes“) ist eine Stadt in der südafrikanischen Provinz KwaZulu-Natal. Sie liegt in der Gemeinde Alfred Duma im Distrikt Uthukela.

## Geographie
Im Jahr 2011 hatte Colenso 6388 Einwohner (Volkszählung 2011), einschließlich des Townships Inyanzeni im Osten des Ortes. Am häufigsten wird isiZulu gesprochen. Die Stadt liegt in einer Flussschleife am Südufer des Tugela. Lesotho liegt rund 75 Kilometer südwestlich. Nahegelegene Städte sind Ladysmith 20 Kilometer nördlich und Estcourt rund 30 Kilometer südlich. Weenen liegt rund 30 Kilometer östlich.

## Geschichte
Colenso wurde 1855 an einer strategisch wichtigen Furt des Tugela gegründet. Der Ort wurde nach John William Colenso benannt, der zum Zeitpunkt der Gründung erster anglikanischer Bischof der Diözese Natal war. Colenso lag an der Verbindung von Durban und Pretoria, damals Hauptstadt der Südafrikanischen Republik. 1879 wurde die Furt durch die Bulwer Bridge ersetzt, die bis heute erhalten ist. 1886 entstand die Eisenbahnstrecke Durban–Ladysmith mit einer den Tugela querenden Brücke bei Colenso. Die Strecke wurde später Richtung Johannesburg verlängert.
Im Jahr 1899 fand westlich des Ortes die Schlacht von Colenso als Teil des Zweiten Burenkrieges statt, bei der britische Verbände gegen die burischen Truppen unterlagen. 1922 wurde ein Kohlekraftwerk erbaut, das bis 1985 in Betrieb war und bis heute mit seinen drei Kühltürmen die Silhouette der Stadt prägt. Colenso erhielt 1958 Gemeindestatus.
2018 wurden zwischen Colenso und Weenen bei einem Anschlag auf einen Kleinbus zwölf Taxifahrer erschossen.

## Wirtschaft und Verkehr
Colenso liegt an der Fernstraße R74, die Colenso unter anderem mit Harrismith im Nordwesten und KwaDukuza am Indischen Ozean verbindet, und der R103, die von Colenso Richtung Norden nach Ladysmith führt. Die N3 führt südlich an Colenso vorbei.
Colenso liegt an der Bahnstrecke Durban–Johannesburg, die im Personen- und Güterverkehr bedient wird.